# Alonso Barba
Alonso Barba, (c. 1524 o 1525-Jaén; 1595) fue un arquitecto castellano de la segunda mitad del siglo XVI.

## Biografía

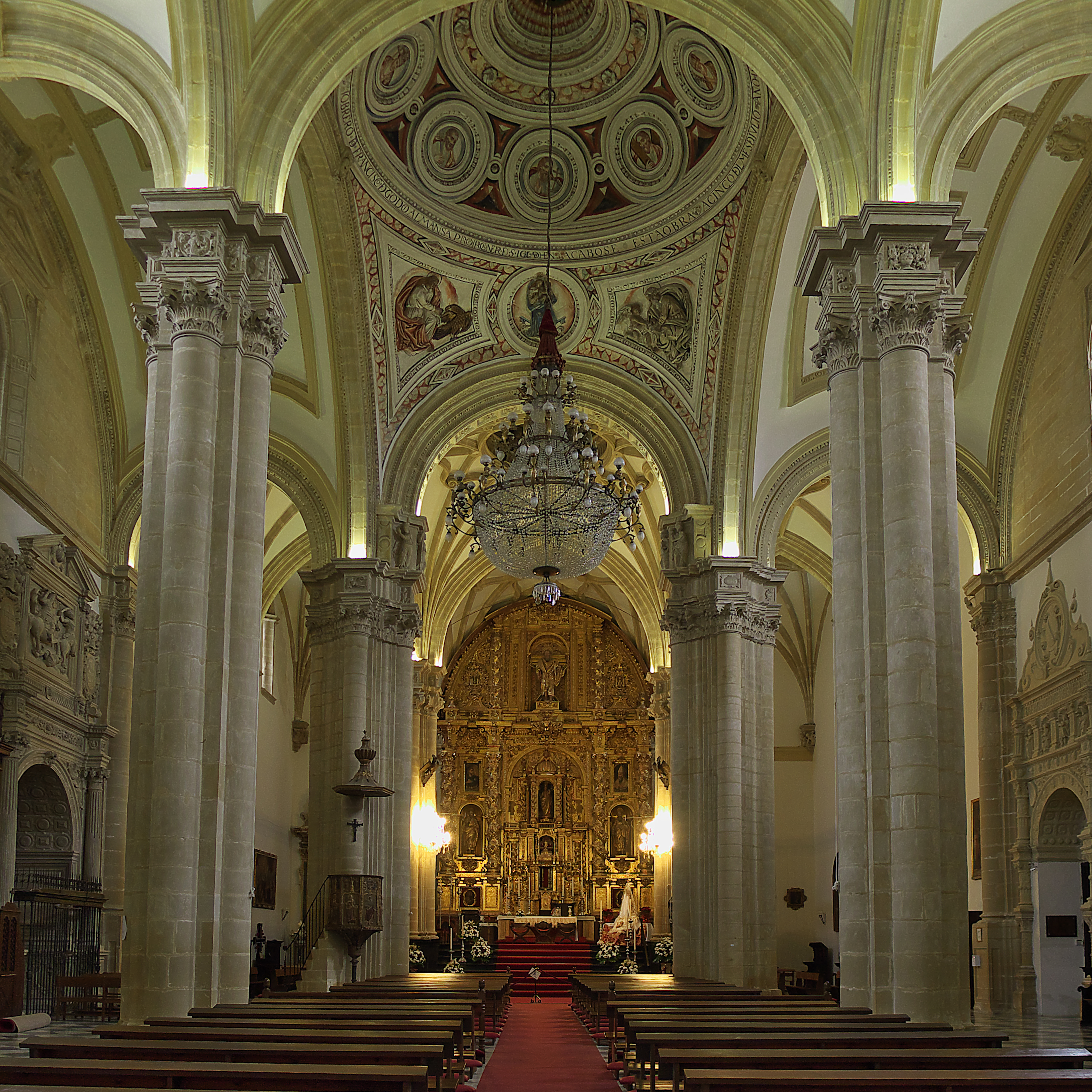
Catedral de la Natividad de Nuestra Señora de Baeza

No se tienen fechas concretas de su nacimiento, pero se cree que fue alrededor de 1524 o 1525. En cuanto a su lugar de nacimiento, diversos autores le dan también poblaciones diferentes, Galera Andreu lo cree con raíces de Pegalajar y Pretel Marín lo daba como de origen manchego (concretamente en la localidad de Moral de Calatrava, Ciudad Real). Casado en Jaén en el año 1554 con Bernardina de Valencia, tuvieron nueve hijos.
Su muerte se produjo en Jaén en 1595, siendo sepultado en la iglesia de San Ildefonso de esta ciudad.
Trabajó principalmente por toda la provincia de Jaén, aunque su aportación más conocida fue en su catedral, primero junto a su maestro y amigo Andrés de Vandelvira y a la muerte de éste, como continuador de su obra.

## Otras obras
- La entrada de la fachada principal del convento de Santo Domingo. 1582 Jaén.
- Las trazas para la fuente monumental del Arrabalejo, 1574. Jaén.
- Continuo las obras, tras la muerte de Vandelvira, de la catedral de Baeza.
- Iglesia de la Santa Cruz de Pegalajar
- Iglesia de Nuestra Señora de la Encarnación en Cambil.
- Las trazas de la capilla mayor de la parroquia de San Pedro Apóstol de Castillo de Locubín.
- La reedificación de la iglesia parroquial de San Pedro de Sabiote.
- La portada principal de la iglesia de San Pedro de Úbeda.
- El crucero, casi una réplica del de la catedral de Jaén, en la Iglesia de San Isidoro de Úbeda.

- Datos: Q8196260